# Callispa semirufa
Callispa semirufa là một loài bọ cánh cứng trong họ Chrysomelidae. Loài này được Kraatz miêu tả khoa học năm 1895.